# Legítima defensa

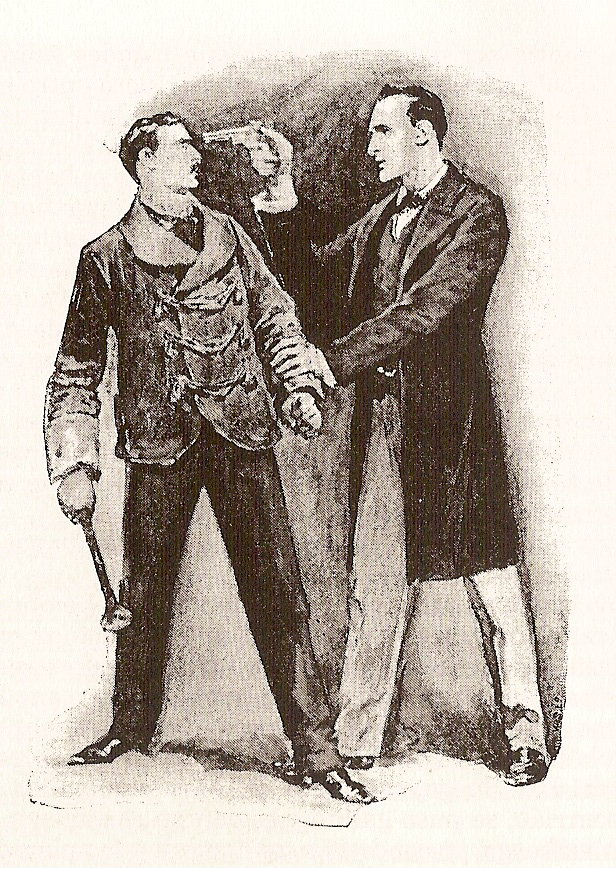
Ilustración en la que se usa una pistola para evitar ser golpeado con un atizador.

En derecho penal, la legítima defensa, defensa propia o autodefensa es una causa que justifica la realización de una conducta sancionada penalmente, eximiendo de responsabilidad a su autor, y que en caso de cumplirse todos sus requisitos, permite reducir la pena aplicable a este último. En otras palabras, es una situación que permite eximir o, en algún momento, reducir la sanción ante la realización de una conducta generalmente prohibida. 
En otros términos, la defensa propia es el contraataque o repulsa de una agresión actual, inminente e inmediata con el fin de proteger la integridad o bienes jurídicos propios o ajenos.
La legítima defensa es un instituto jurídico de carácter universal, y que ha sido reconocido por todas las legislaciones del mundo, a tal punto que el Papa Juan Pablo II, en su encíclica Evangelium Vitae (El Evangelio de la Vida), de 25 de marzo de 1995, la define claramente como El derecho a la vida y la obligación de  preservarla.

## Fundamentos
A lo largo del tiempo, la legítima defensa ha sido objeto de estudio de multitud de juristas, que trataban de encontrar una justificación que explicara por qué surgió el concepto, y por qué se ha mantenido. Especialmente Descartes, Hart, Bobbio, Kelsen y Monroy Cabra, se han puesto en la tarea de dar fundamentos de normas presupuestas dentro del sistema jurídico internacional, dando normas fundantes indispensables para la creación de constituciones y derechos adquiridos propios de cada una de las personas que conforman la colectividad nacional internacional, en contraposición a la opinio iuris y a la integración del contradictorio.

### Instinto de conservación
Así pues, algunos trataron de ver en la figura una manifestación jurídica del instinto de conservación innato en el ser humano, es decir, aquel rasgo natural que pese al tránsito hacia la vida en sociedad, ni puede ni debe ser eliminado. Esta tesis está, hoy en día, superada por la doctrina, a la que no le basta una justificación que no puede explicar la legítima defensa de una persona  ajena, ni la defensa de bienes jurídicos sin alcance vital.

### Falta de protección estatal
Esta posición tuvo una especial repercusión, y atribuía la existencia de la legítima defensa a una situación en la que los bienes jurídicos a proteger no podían ser salvados por el Estado, de manera que la única forma de evitar que sean dañados es permitiendo que quien esté posibilitado para tal tarea, cuente con el respaldo jurídico del Derecho.
Las críticas a esta justificación se centraron en destacar que no tiene por qué suponer un fundamento material de la autorización de la defensa particular, y que en multitud de ocasiones, la ausencia de la protección estatal no indica necesaria y definitivamente la aparición de una legítima defensa, así como la presencia de tal protección tampoco supone la imposibilidad de aplicar la figura.

### Tesis dominante
La práctica totalidad de la doctrina penalista contemporánea coincide en señalar que la fundamentación de la legítima defensa se apoya sobre dos pilares, una doble fundamentación que se centra en el aspecto individual y supraindividual del concepto.
Por un lado, el aspecto individual se centra en señalar que existe una necesidad de defensa del bien jurídico personal, algo que además de descartar la defensa de bienes jurídicos colectivos, explica con claridad la importancia que el Derecho da a la protección del bien de esa naturaleza, que ha sido puesto en riesgo por una agresión ilegítima.
Respecto al aspecto supraindividual, se afirma que el Derecho busca atacar y frenar las conductas antijurídicas, las agresiones ilegítimas que ponen en suspenso su soberanía en las relaciones sociales. La doctrina alemana tiende a usar un principio, según el cual, "el Derecho no ha de ceder frente al injusto". Entiéndase injusto en el sentido del componente enumerado en la teoría del delito. Debido precisamente a ese carácter de injusto, los bienes del agresor pierden importancia con respecto a los del defensor, quedando parcialmente desprotegidos al no exigirse una reacción proporcional o subsidiaria.
Cabe destacar que el plano supraindividual supone un efecto disuasorio para aquel que vaya a agredir el bien jurídico, pues produce un efecto de prevención general, añadiendo así a la justificación de la figura una nota de carácter funcional.

## Efectos
Siguiendo el esquema de la teoría del delito, la legítima defensa es una causa de justificación de una acción típica que impide que la conducta sea calificada como antijurídica, de manera que se aplica la eximente completa o la eximente incompleta, que supondrá la ausencia de pena en el primer caso (eximente completa), y su reducción en el segundo (eximente incompleta).
Así pues, las características de la figura han sido tradicionalmente expuestas en forma de requisitos esenciales e inesenciales, cuyo cumplimiento determina el grado de la eximente (requisitos inesenciales) o incluso la aplicabilidad o no de la legítima defensa (requisitos esenciales).

## Requisitos

### Requisitos esenciales
Su presencia será necesaria para considerar la existencia de la legítima defensa, de forma que su incumplimiento descarta la aplicación de cualquier eximente. Debe aclararse que estos requisitos no representan ninguna guía moral ni concepto social, son simplemente una descripción de la legítima defensa tal cual está entendida en el código penal español.

#### Agresión ilegítima
La agresión será una acción humana dolosa que ponga en peligro bienes jurídicos personales y/o propios.
- Bien jurídico particular: Tales bienes jurídicos habrán de pertenecer a un particular, de manera que no cabe la legítima defensa de bienes colectivos, comunitarios o suprapersonales, debido a la inidoneidad o peligro que supone facultar al particular para actuar en defensa de aquellos bienes. Parte de la doctrina afirma que para distinguir los bienes jurídicos particulares, no habrá que prestar atención exclusivamente a la titularidad de tales bienes, sino que dentro de los bienes que pertenezcan al Estado, podrá distinguirse aquellos en los que actúa como un particular, de manera que en esos casos sí que cabe la legítima defensa. Según este planteamiento, podemos distinguir dos tipos de casos que pueden darse con bienes de titularidad pública:
  - Gamberros que están destrozando una farola, y un sujeto les amenaza o incluso les agrede. La farola es propiedad pública, pero una propiedad similar a la correspondiente de una empresa privada, pudiendo darse el caso de que la farola pertenece a una empresa de carácter privado cuya participación es mayoritariamente pública.
  - Un sujeto va borracho por la calle alterando el orden público. En ese momento, un viandante se acerca y le agrede. No cabe la legítima defensa, pues el bien jurídico "orden público" es , y no tiene una esencia similar al bien jurídico particular, sino que pertenece exclusivamente al ámbito estatal.

- Carácter de acción activa u omisiva: Es necesario que la agresión sea una acción, y no un supuesto de "falta de acción" (agresión procedente de movimientos inconscientes o involuntarios, como ataques epilépticos, sonambulismo y demás). Por otro lado, cabe la acción propiamente dicha, así como la comisión por omisión. No obstante, no es posible que la agresión proceda de una omisión pura. Por supuesto, por acción nos referimos a la conducta perteneciente exclusivamente a las personas físicas, y en ningún caso, a los animales o personas jurídicas.

- Carácter doloso de la acción: La acción habrá de ser dolosa, es decir, tendrá que existir una voluntad y conocimiento de lesión de bienes jurídicos. Ello implica que no cabe hablar de agresión en caso de imprudencia, con lo que no puede considerarse legítima defensa la reacción contra una acción involuntaria.

- Peligro real o agresión adecuada para producir daños: La acción tendrá que suponer un peligro verdadero para el bien jurídico. No cabe hablar de legítima defensa cuando tratemos la agresión procedente de tentativa inidónea, así como los supuestos de tentativa idónea, pero cuyo ataque resulte inofensivo por estar el bien jurídico totalmente protegido y fuera de peligro.

- Carácter típico de la acción: La doctrina afirma que sólo constituyen agresiones ilegítimas aquellas acciones tipificadas, es decir, exclusivamente aquellas conductas recogidas en la legislación penal. No cabe por lo tanto cualquier acción que dañe bienes jurídicos personales, sino que éstos tendrán que haber sido protegidos penalmente con anterioridad a que se produjera la agresión.

- Carácter antijurídico de la acción: La acción no sólo habrá de ser típica, sino que para considerarse agresión ilegítima, aquella habrá de suponer una amenaza al bien jurídico protegido proveniente de una conducta no amparada por el Derecho. Dicho de otra manera, se trata una conducta que transgrede las normas jurídicopenales.

- Carácter actual de la acción: Consecuencia directa del concepto de «puesta en peligro» del bien jurídico que supone la agresión ilegítima, se habla de la necesidad de que tal agresión ilegítima sea actual, que esté causando peligro provocando la necesidad de impedir o repeler tal agresión. Se considera agresión actual cuando la actuación defensiva resulta inaplazable para salvar el bien jurídico. No obstante, no es necesario que el ataque sea inminente salvo en los casos en los que exista tal exigencia legal, normalmente vinculados a la agresión de bienes patrimoniales.

#### Necesidad de defensa
Según este requisito, la agresión ilegítima que se dirige a un bien jurídico ha de suponer que sea necesaria la intervención que impida o repela el ataque. Así pues, la defensa es una conducta típica o atípica, activa u omisiva cuyo fin es defender un bien jurídico de una agresión típica y antijurídica.

##### Parte objetiva
- Idoneidad: La defensa habrá de ser adecuada para repeler o impedir la agresión. Por ello, no cabe considerar defensa a aquella conducta inidónea para evitar el ataque contra un bien jurídico. (No cabe agresión sexual como defensa, al igual que tampoco se considerará defensivo el homicidio con ensañamiento). Cabe añadir que existe inidoneidad cualitativa (la acción empleada es inidónea) e inidoneidad cuantitativa (la intensidad de la acción es inidónea).

- Bien jurídico del agresor como objeto de la defensa: La defensa deberá dañar bienes jurídicos del autor de la agresión ilegítima. De esta manera, los daños recaerán única y exclusivamente sobre bienes jurídicos del agresor, y jamás sobre bienes jurídicos de terceros, o bienes jurídicos colectivos y suprapersonales.

- Particular como sujeto activo necesario en la defensa: La defensa habrá de ser ejercida necesariamente por un particular, de manera que se excluye de la figura aquello que no esté dentro de este ámbito. Hay que señalar qué individuos en el ejercicio de un cargo, en cumplimiento del deber o en cumplimiento de la obediencia debida, tienen unas restricciones mayores para la legítima defensa, estando sometidos criterios tales como oportunidad o proporcionalidad.

- No subsidiariedad: Como nota final, en la necesidad de defensa, cabe destacar el principio de no subsidiariedad. Por ello, no puede ser motivo de exclusión de la "necesidad de defensa" el que el sujeto tenga otras alternativas para defender el bien jurídico aparte de la autodefensa. Así, pese a que exista la posibilidad de huida, de acudir a las autoridades o de pedir auxilio a terceros, la necesidad de defensa seguirá presente.

##### Parte subjetiva
El elemento subjetivo de justificación es un requisito esencial para que pueda predicarse la juridicidad de la conducta de la legítima defensa como causa de justificación. El elemento subjetivo consiste en la “voluntad de defensa”: el autor tiene que haber actuado con conciencia de que se defiende de un ataque que no ha sido provocado por quien se defiende o para repeler una agresión ilegítima. Es decir, en conocimiento de los presupuestos del tipo permisivo objetivo (razones por las qué podría actuar) de la legítima defensa. En otras palabras, el elemento subjetivo de justificación debe ser entendido como la decisión consciente y voluntaria del autor a favor del bien jurídico tutelado por la causa de justificación, lo que supone el conocimiento o la asunción de la real concurrencia o existencia de los elementos objetivos correspondientes, y además, que el autor tome postura a favor del bien jurídico involucrado. O sea, que dirija su conducta finalmente hacia la protección de este último.
Cabe aclarar que, además de la voluntad de defensa, también puede haber motivos acompañantes que impulsen al autor a actuar. Lo importante es que estos no deben excluir el elemento volitivo (voluntad del autor) ni eclipsarlo completamente. Si bien la mayor parte de la doctrina concuerda en la exigencia del tipo subjetivo para la procedencia de la legítima defensa, cabe aclarar que hay quienes (como Nino) consideran irracional la exigencia del elemento “voluntad de defenderse”.
Errores en los qué se incurre dentro de la legítima defensa:
● Error de tipo en las circunstancias atenuantes:
La legítima defensa, ejercida de manera equívoca, se puede constituir con un error de tipo en las circunstancias atenuantes. Se analiza desde el punto de vista del autor. Este considera que las circunstancias están dadas para que ejerza la legítima defensa (ej.: considera que el ataque verbal de un 3.º lo habilita a dispararle). 
● Error de tipo permisivo:
Este error no excluye el dolo (carácter subjetivo del análisis), sino que excluye la ilicitud del mismo. Sigue existiendo una acción disvaliosa o incorrecta.
1. El desconocimiento de circunstancias justificantes
2. La suposición erróneas de circunstancias justificantes (Ej: La persona piensa qué todavía está en riesgo cuando no es así)
Cuando existe un error de tipo permisivo en el cual hay una suposición errónea de circunstancias justificantes, es decir que el autor cree erróneamente que se dan las circunstancias de hecho que fundamentan la justificación de su conducta, existen dos teorías para su resolución. Por un lado, la teoría limitada de la culpabilidad, que corresponde a la opinión dominante, y por el otro la teoría estricta de la culpabilidad. Ambas coinciden en que si el error es inevitable, no hay ilícito, sin embargo difieren cuando el error es evitable. La teoría limitada de la culpabilidad dice que afecta al dolo y se resuelve como un error de tipo entonces debe existir un tipo imprudente para que la conducta sea punible. La teoría estricta de la culpabilidad dice que el error no afecta al dolo sino a la culpabilidad y se resuelve como un error de prohibición.
● Justificación en el delito imprudente:
1. La identidad de los presupuestos objetivos de la justificación 
- Hay qué analizar si era necesaria esa acción para realizar una legítima defensa efectiva, no si la acción en sí provocó un daño al supuesto agresor 
2. Los presupuesto subjetivos de la justificación 
- La representación (subjetiva) de qué se dan las circunstancias para una legítima defensa, no es suficiente para omitir el actuar de manera antijurídica 
● Error de prohibición (legítima defensa putativa):
Este error es sobre las normas permisivas. El autor cree erróneamente que su conducta corresponde a una causa de justificación.
Queda excluida la conciencia del ilícito, el autor no conoce la antijuridicidad de su conducta. Sin embargo, siendo que las circunstancias justificantes no pueden operar únicamente de manera subjetiva (hay qué tener consideración de manera objetiva sobre las mismas), este error no excluye el carácter antijurídico del hecho (podría, a lo sumo, excluir o disminuir la culpabilidad, pero nunca puede operar como la justificante misma).
● Error de subsunción (error del tipo al revés): 
El error de subsunción, también conocido como error del tipo al revés, consiste en la creencia errónea por parte del autor que realiza un acto ilícito sin conocer que su accionar en realidad estaba justificado.  En estos casos de errores, el hecho suele estar objetivamente justificado pero no cumple con el tipo subjetivo ya que el accionar es realizado por dolo, por ende, por más que no se lo pueda imputar por el delito que quería cometer, la conducta puede ser considerada una tentativa idónea. 

### Requisitos no esenciales
Una vez se cumplan los requisitos esenciales, habrá que determinar si también se cumplen los requisitos inesenciales. En caso de que no se cumplan, se produce la eximente incompleta. Si se cumplen tanto los requisitos esenciales como los inesenciales se procederá a aplicar la eximente completa.
- Racionalidad del medio empleado: Este requisito implica que el medio que se ha utilizado en la defensa era proporcional al peligro creado por la agresión ilegítima. No significa que el bien que se dañe haya de ser proporcional al bien que se proteja, pues tal requisito sólo será necesario en el estado de necesidad. En cambio, en la legítima defensa, no debe existir proporcionalidad de bienes, pero sí, proporcionalidad de medios. De esta manera, el medio utilizado para evitar o repeler la agresión ha de ser proporcional con respecto al medio utilizado para tal agresión. Además, debe de ser un medio proporcionado "ex ante", es decir, un medio previsiblemente eficaz de antemano para detener la agresión.
  - Caso del sujeto A, que procede a golpear el coche del sujeto B, y este último saca un arma de fuego y le mata. Se trataría de un medio no proporcional, con lo que habría eximente incompleta.
  - Caso del sujeto C, que intenta atracar la farmacia del sujeto D con un arma de fuego, y el sujeto D, poseedor también de una pistola, mata al atracador C. Entonces, descubre que el arma que portaba el atracador era una imitación de plástico. Se trataría de un medio adecuado, debido a que la valoración "ex ante" indicaba que la pistola era de verdad, aunque "ex post" haya resultado falsa.

- Falta de provocación suficiente: Pese a la falta de acuerdo doctrinal y jurisprudencial sobre los puntos concretos de este requisito inesencial, cabe destacar que el sujeto que actúa en legítima defensa, lo hace enarbolando una defensa del Derecho (bien jurídico) que está permitida por el propio Derecho. No cabe pues otro fin que no sea el proteger la legalidad establecida, y en todo caso, no cabe que el sujeto provoque deliberadamente al agresor, con el fin de que agreda y le permita actuar, refugiándose después en la legítima defensa. Por ello, se construye un complejo concepto de "provocación" y de "suficiencia" según los cuales, la provocación suficiente supondría que por medios legítimos o ilegítimos se compele al agresor a realizar la agresión de manera que su conducta pierde gran parte de la antijuridicidad que tendría en caso de no existir provocación suficiente. La mayor dificultad está en establecer el límite que diga dónde hay suficiencia de la provocación, y dónde insuficiencia. Por otro lado, en caso de riña o pelea mutuamente consentida, en la que los dos contendientes asumen resolver el asunto de una manera interna, sin recurrir al Derecho, cabe decir que no cabe la legítima defensa. Y no cabe precisamente porque los actores han renunciado a resolver acorde a Derecho, no quedando igual de protegidos que si su motivación hubiera sido la protección de un bien jurídico, o la intimidación de un agresor que ponga tal bien en peligro. El ejemplo clásico será el duelo, donde dos personas acuerdan resolver sus diferencias utilizando la violencia, y en este caso concreto, utilizan armas de fuego. Uno mata al otro, pero no podrá beneficiarse de la eximente completa de legítima defensa, sino que habrá de recibir la eximente incompleta, reduciéndose en uno o dos grados su pena.